# Triangle United FC
El Triangle United FC es un equipo de fútbol de Zimbabue que juega en la Liga Premier de Zimbabue, la primera división de fútbol en el país.

## Historia
Fue fundado en el año 1972 en la ciudad de Chiredzi,[cita requerida] pasando como un equipo de categorías regionales en sus primeros años.[cita requerida]
En 2012 logra el ascenso a la Liga Premier de Zimbabue por primera vez, y seis temporadas después logra su primer título importante al ganar la Copa de Zimbabue venciendo en la final al Harare City FC 2-0.
Al año siguiente participa en la Copa Confederación de la CAF 2019-20, su primer torneo internacional, donde es eliminado en la ronda de playoff por el FC Nouadhibou de Mauritania.[cita requerida]

## Rivalidades
Su principal rival es el Chiredzi FC, equipo de la misma ciudad, al que han enfrentado mayoritariamente en las divisiones inferiores.[cita requerida]

## Palmarés
- Division One (D2): 1

2012
- Copa de Zimbabue: 1

2018

## Participación en Competiciones de la CAF
| Temporada | Torneo                       | Ronda      | Club          | Casa | Visita | Global |
| --------- | ---------------------------- | ---------- | ------------- | ---- | ------ | ------ |
| 2019/20   | Copa Confederación de la CAF | Preliminar | Rukinzo FC    | 5-0  | 0-0    | 5-0    |
| 2019/20   | Copa Confederación de la CAF | 1          | Azam FC       | 1-0  | 1-0    | 2-0    |
| 2019/20   | Copa Confederación de la CAF | Playoff    | FC Nouadhibou | 3-2  | 0-2    | 3-4    |